# Federación (khu tự quản)
Federación là một khu tự quản thuộc bang Falcón, Venezuela. Thủ phủ của khu tự quản Federación đóng tại Churuguara. Khự tự quản Federación có diện tích 1084 km2, dân số theo điều tra dân số ngày 21 tháng 10 năm 2001 là 25889 người.